# Szabina Szlavikovics
Szabina Szlavikovics (* 5. September 1995 in Baja) ist eine ehemalige ungarische Tennisspielerin.

## Karriere
Szlavikovics, die mit sieben Jahren mit dem Tennissport begann, bevorzugte dabei den Hartplatz. Nach den Juniorenturnieren spielte sie überwiegend ITF-Turniere. Auf dem ITF Women’s Circuit gewann sie vier Doppeltitel.
Beim Fed Cup 2014 spielte sie für die ungarische Mannschaft gegen Israel und konnte bei dem Einsatz das Doppel gewinnen, das Einzel ging verloren.

## Turniersiege

### Doppel
| Nr. | Datum            | Turnier             | Kategorie   | Belag     | Partnerin      | Finalgegnerinnen                        | Ergebnis  |
| --- | ---------------- | ------------------- | ----------- | --------- | -------------- | --------------------------------------- | --------- |
| 1.  | 5. Juni 2015     | Bol                 | ITF $10.000 | Sand      | Rebeka Stolmár | Dea Herdželaš Barbara Kötelesová        | 7:65, 6:0 |
| 2.  | 27. Juni 2015    | Telawi              | ITF $10.000 | Sand      | Rebeka Stolmár | Federica Arcidiacono Martina Spigarelli | 6:2, 6:2  |
| 3.  | 6. August 2016   | Vinkovci            | ITF $10.000 | Sand      | Bianka Békefi  | Tea Faber Ana Savić                     | 6:4, 6:4  |
| 4.  | 5. November 2016 | Scharm asch-Schaich | ITF $10.000 | Hartplatz | Bianka Békefi  | Sofia Dmitrijewa Anna Pribylowa         | 6:4, 6:4  |